# Рациональность
Рациона́льность (от лат. ratio — разум) — термин, в самом широком смысле означающий разумность, осмысленность, противоположность иррациональности. В более специальном смысле — характеристика знания с точки зрения его соответствия некоторым принципам мышления. Использование этого термина часто связано с вниманием к различиям в таких принципах, поэтому принято говорить о различных типах рациональности.
Существуют различные модели философского рассмотрения рациональности. Так, Макс Вебер различает формальную и субстантивную рациональность. Первая состоит в способности осуществлять калькуляцию и расчет в рамках принятия экономического решения. Субстантивная рациональность относится к более обобщенной системе ценностей и стандартов, которые интегрированы в мировоззрение. В других моделях рациональности в качестве её основы рассматривались согласованность, эмпирическая адекватность, способность к росту содержательного знания.
В плюралистических трактовках подчёркивается, что рациональность представляет собой конструкт, выполняющий роль методологического обоснования знания, но не имеющий универсального объективного референта. Применительно к разным культурам и эпохам выделяют свои виды рациональности: рациональность Нового времени, классическая рациональность, неклассическая рациональность и т. п. Каждой из таких рациональностей свойственен свой стиль мышления, свои проблемы и методы их решения, свой особый тип разума, порождающий такое знание, которое для данной эпохи и культуры считается рациональным. Предпринимаются и попытки выделить общие для всех видов рациональности черты.
В философии науки проблема рациональности связана с проблемой научности и выделением рациональных методов науки. Эта проблема известна как проблема демаркации и успешного решения не имеет.
Понятие рациональности послужило основой развитию жанра рациональной фантастики. Рациональная фантастика — это поджанр фантастики, который фокусируется на персонажах, использующих разум и критическое мышление для решения своих проблем, и на логичности повествования.